# Pyeonghwa Motors
A Pyeonghwa Motors é uma fabricante de automóveis coreana, considerada a única montadora com capacidade produtiva e comercial operando na Coreia do Norte.

## História[3][4]
A Pyeonghwa foi fundada em Seul, em 1999 por Sung Myung Moon, importante líder religioso. 
A companhia é liderada pela Igreja da Unificação da Coreia do Sul e tem por intenção fazer a união entre as duas Coreias, sendo uma "ponte" de integração entre elas. Seu nome em português significa “paz”. No site oficial da empresa, o espírito de unificação se idealiza com o lema "Unificação feita por nós, e não unificação que acontece conosco".

Em janeiro de 2000, foi anunciada uma joint-venture entre a Igreja da Unificação da Coreia do Sul (Grupo Pyeonghwa, sendo acionista de 70%) e a companhia norte coreana de mineração Ryonbong General Corp. (acionista dos 30% restantes), ao qual introduziu seu parque industrial automobilístico em Nampo, na Coreia do Norte.

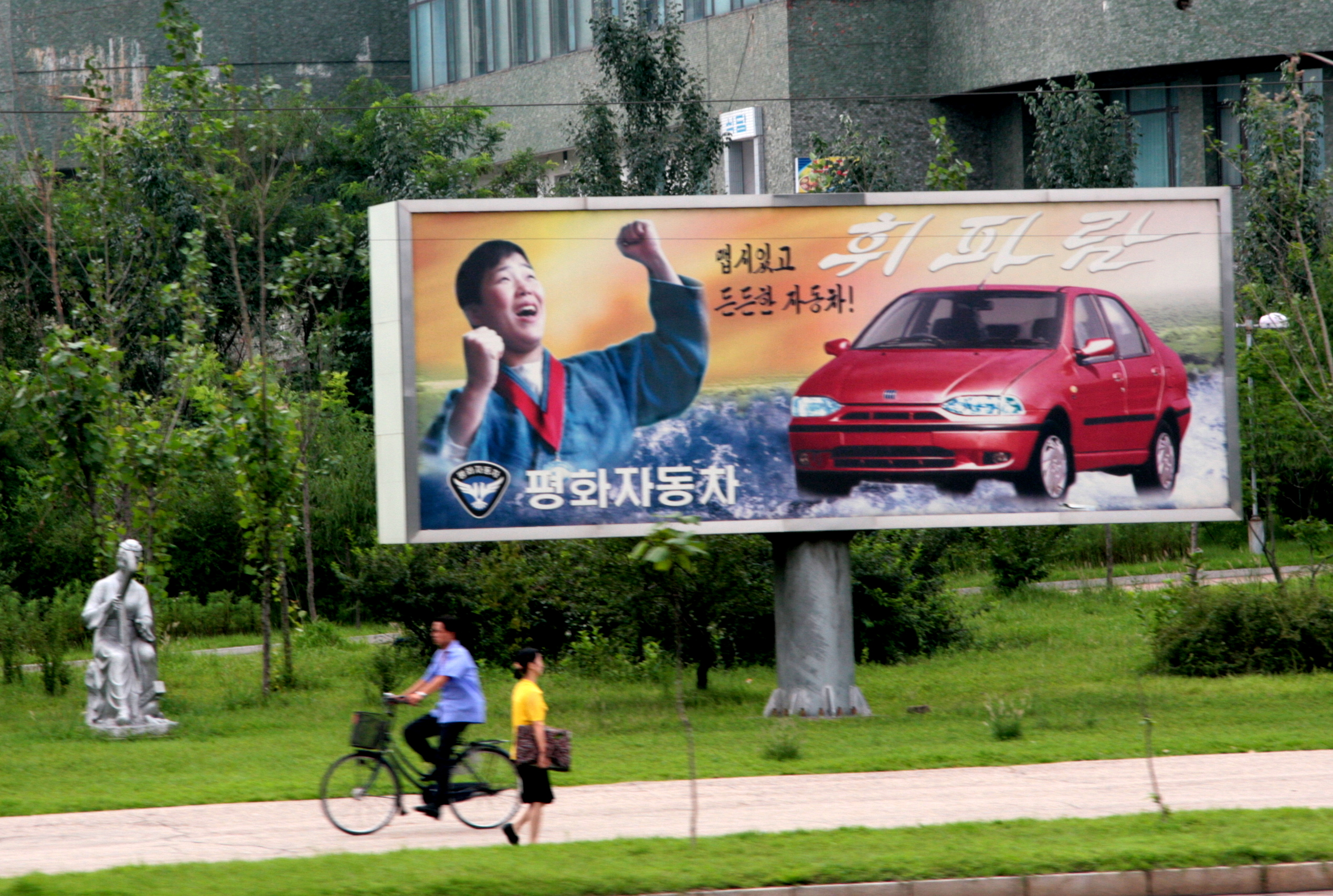
Outdoor anunciando o modelo Hwiparam I, baseado no Fiat Siena.

No final de 2012, a Igreja da Unificação anunciou que tinha intenção de fechar a Pyeonghwa, ainda que afirmasse ter tido lucro nos anos anteriores. A proposta do CEO, o norte-americano Park Sang-kwon, era abrir um novo negócio na Coreia do Norte e cederia as instalações de Nampo ao regime de Kim Jong-un gratuitamente.
Desde então, não houve confirmação de nenhuma das partes envolvidas sobre o fim da montadora ou de sua continuidade. Porém, o CEO Park Sang-kwon recebeu o título de cidadão honorário norte-coreano em janeiro de 2013, sendo o segundo na história a receber tal premiação, dando sinais de que a Pyeonghwa continue sendo a única montadora da Coreia do Norte.
Apesar da planta norte coreana ter capacidade de produção de 10 mil unidades ao ano, são fabricadas poucas centenas de veículos anualmente. Na Coreia do Norte, devido a extrema pobreza e ao regime comunista, poucas pessoas tem poder aquisitivo para adquirir um carro 0 km. Então com a produção de carros copiados de gerações passadas, a população fica com uma opção viável de poder comprar um veículo novo, com objetivo de promover "integração social".
Antes mesmo da fundação da empresa, era bastante comum a produção de veículos de gerações passadas por meio das empresas estatais. Exemplo disso são as cópias de modelos antigos soviéticos como o GAZ Volga e o Mercedes Benz 190E. Esta prática só foi possível porque a indústria automotiva norte-coreana é tão isolada quanto o país: a Pyeonghwa Motors não é afiliada à Organização Internacional dos Construtores de Automóveis (federação sediada na França que coordena as comunicações entre as fabricantes de carros e organiza os principais salões mundiais).

## Modelos produzidos[9][10]

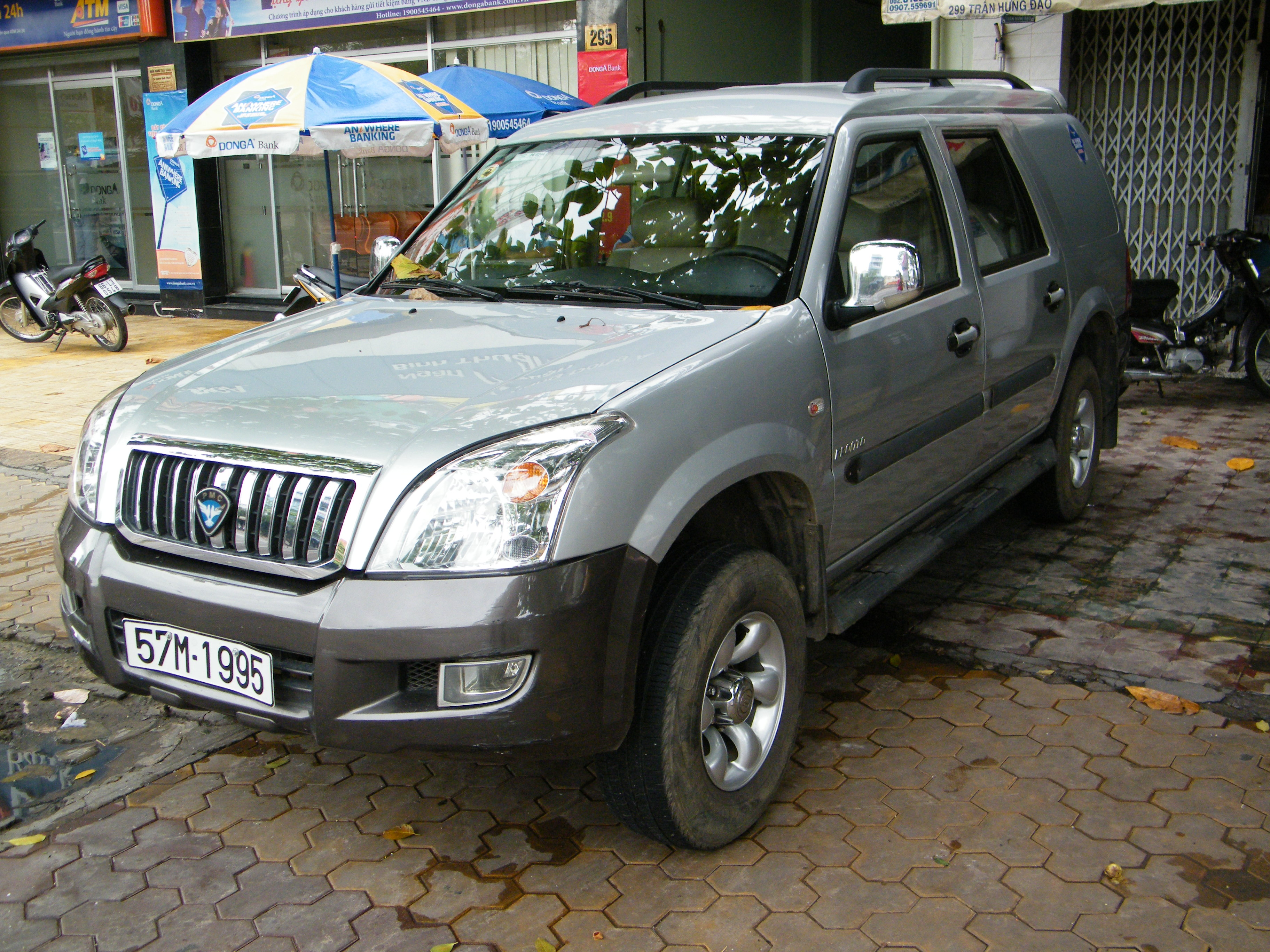
Pyeonghwa Pronto, SUV vendida para o mercado vietnamita pela Auto Mekong

Os modelos produzidos são baseados em modelos já defasados e licenciados por algumas montadoras, sendo:
- Hwiparam, baseado no Fiat Siena
- Hwiparam II, baseado no Brilliance Junjie/BS4/M2
- Hwiparam III, baseado no Brilliance FSV
- Hwiparam 1622, baseado no Toyota Corolla
- Bbeokgugi (Ppoggugi) I, baseado no Fiat Doblò
- Bbeokgugi (Ppoggugi) II, baseado no Shuguang SUV 4x2
- Bbeokgugi  (Ppoggugi) III, baseado no Shuguang Huanghai
- Bbeokgugi (Ppoggugi) IV, baseado no Shuguang Dawn
- Junma, modelo de luxo baseado no Ssangyong Chairman. O detalhe é que o próprio Chairman tem como base o Mercedes Benz W124.
- Samcheonri, baseado no Jinbei Haise, versão chinesa da Toyota Hiace
- Zunma, sedan baseado no Volkswagen Passat CC, em produção na China.
- Changjeon, linha de ônibus médios e micro-ônibus, baseados em modelos King Long
- Ssangma, linha de caminhões, modelos licenciados pela Jinbei e FAW.
- Rugnado, ônibus grande baseado em um modelo Hyundai.

Além dos modelos citados acima, produz para o mercado vietnamita:
- Premio, picape
- Pronto, utilitário SUV, baseado no Huanghai Challenger
- Paso, caminhão leve comercial

Os modelos acima são baseados em modelos da Shuguang, e vendidos apenas no Vietnã através da montadora local Auto Mekong, que produz e comercializa automóveis da Fiat e Ssangyong.